# 覆盖度

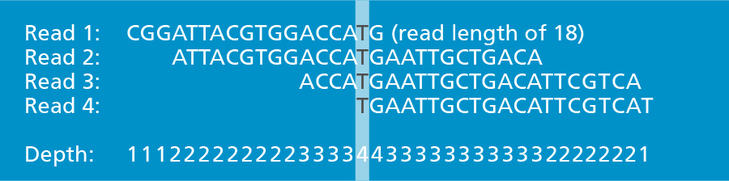
将三次测序结果重叠，得出每个位点的覆盖度。

在遗传学中，覆盖度（也称覆盖率）是衡量DNA测序的深度和完整性的几种指标之一，通常可用如下更具体的术语表示：
- 序列覆盖度（sequence coverage，也称深度）指一段重建的序列中包含特定核苷酸的数量[1][2] 深度测序则泛指对一段序列的各个片区获得尽可能多数量的读取结果。[3]
- 物理覆盖率（physical coverage）指将读段或读对的累计长度表现为基因组大小的倍数。
- 基因组覆盖率（genomic coverage）指测序所覆盖的碱基对或位点在整个基因组中的占比。

基因组由大量的核苷酸组成，因此如果只对一个基因组进行一次测序，即便在测序准确性较高的情况下，也会造成较多的测序错误。另外，基因组中的许多位点都含有较罕见的單核苷酸多態性（SNP）。若要区分测序失误和真正的SNP，同时保障整体的测序准确性，则需要对单个基因组进行多次测序。超深度测序（覆盖度>100倍）可用于检测居群水平上的序列变体